# Andrzej Cielecki
Andrzej Waldemar Cielecki ps. Andrzejek (ur. 24 czerwca 1928 w Warszawie, zm. 6 lipca 2016 tamże) – polski elektronik, powstaniec warszawski (najmłodszy oficer batalionu Zośka), doktor inżynier elektroniki, pracownik naukowy PAN, działacz społeczny, więzień niemieckich obozów jenieckich (nr 103342) i Urzędu Bezpieczeństwa.

## Życiorys
Urodził się 24 czerwca 1928 w Warszawie w rodzinie Jana Cieleckiego i Zofii z domu Przesmyckiej.
W powstaniu warszawskim w stopniu plutonowego podchorążego w szeregach kompanii „Topolnicki” pułku „Broda 53" Zgrupowania „Radosław”. Jego szlak bojowy prowadził z Woli, poprzez Stare Miasto skąd kanałami przedostał się do Śródmieścia. Po upadku powstania przebywał w niewoli w stalagach 344 Lamsdorf, IV B Mühlberg oraz IV G Cottbus. 
Po zakończeniu wojny powrócił do Warszawy i kontynuował naukę. Początkowo w szkole Wawelberga na wydziale łączności, a następnie na Politechnice Warszawskiej, gdzie obronił doktorat z optoelektroniki. W 1949 trafił do aresztu Urzędu Bezpieczeństwa. Przesłuchiwała go osobiście Julia Brystygierowa słynąca z sadystycznych tortur. Żadnych nazwisk nie zdradził. Po wyjściu na wolność otrzymał przydział pracy do Zakładów Telewizyjnych.
Twórca i właściciel niszowej, społecznej rozgłośni radiowej Jutrzenka, która nadaje od lat 90. z bloku na warszawskim Ursynowie. Pierwsze odbiorniki radiowe budował już jako nastolatek. Tworzył i nadawał programy radiowe od 14 grudnia 1981. W latach 80. nadawał na falach krótkich audycje Radia „Solidarność”.
Zmarł 6 lipca 2016 w Warszawie w wieku 88 lat. Został pochowany na cmentarzu Wojskowym na Powązkach w Warszawie (kwatera 22D-13-2).

## Odznaczenia
- Order Virtuti Militari[2]
- Krzyż Komandorski Orderu Odrodzenia Polski (2007)[5][6]
- Krzyż Walecznych[2]

## Życie prywatne
Jego żoną była Elżbieta Żełabin-Cielecka, współzałożycielka radia Jutrzenka.